# Grieken in Albanië
De Griekse minderheid in Albanië bestaat uit etnische Grieken die binnen de grenzen van het huidige Albanië leven. De Griekse minderheid is vooral geconcentreerd in het zuiden van het land, in het noordelijke deel van de historische regio Epirus, zoals de perfecturen Vlorë, Gjirokastër en Korçë. De Grieken die in de "minderheidszones" van Albanië wonen, worden door de Albanese regering officieel erkend als de  Griekse nationale minderheid van Albanië (Grieks: Ελληνική Μειονότητα στην Αλβανία, Elliniki Mionotita stin Alvania; Albanees: Minoriteti Grek në Shqipëri).

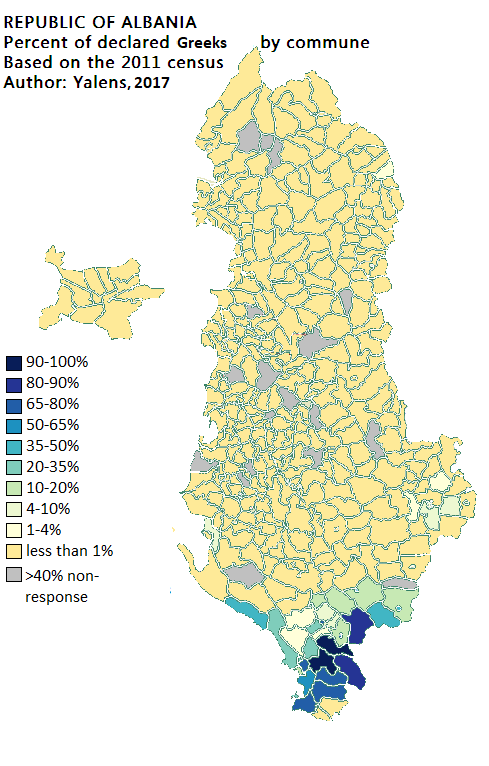
Verspreiding van de Griekse minderheid per gemeente (2011)

## Geschiedenis
In 1913, na het einde van vijf eeuwen Ottomaanse heerschappij, werd het gebied onderdeel van de Albanese staat. Het daaropvolgende jaar kwamen de Grieken in opstand en verklaarden hun onafhankelijkheid. Met het Protocol van Korfoe werd Noord-Epirus erkend als een autonome regio onder de Albanese soevereiniteit. Dit is echter nooit geïmplementeerd.
De Griekse bevolking heeft veel geleden onder het verbod om de Griekse taal buiten de zogenaamde "minderheidszones" te spreken (die na het communistische tijdperk in stand is gebleven). Volgens Griekse minderheidsleiders wordt het bestaan van Griekse gemeenschappen buiten de "minderheidszones" zelfs volledig ontkend. Veel Griekse plaatsnamen zijn omgezet in Albanese plaatsnamen. Tijdens het communistische bewind werden veel Griekse leden van Albanese politieke partijen gedwongen hun banden met de Orthodoxe Kerk te verbreken.

## Aantal
Zowel Albanië als Griekenland hebben verschillende en vaak tegenstrijdige schattingen over het aantal Grieken in Albanië. De Griekse organisatie Omonoia schat dat er alleen al 287.000 Grieken in Zuid-Albanië leven. Deze telling wordt niet erkend door de Albanese regering.
In de volkstelling van 2011 verklaarden 24.243 personen zich als etnische Grieken, hetgeen 0,87% van de Albanese bevolking is. Dit aantal ligt waarschijnlijk hoger, aangezien de Griekse minderheid te kampen heeft met gemengde huwelijken, culturele assimilatie en hoge emigratiecijfers. Bovendien boycot een groot deel van de Griekse bevolking regelmatig de bevolkingscensussen. Bijna de helft van de Grieken woont in prefectuur Vlorë (12.079 personen), gevolgd door Gjirokastër (5.363 personen) en Korçë (2.923 personen).